# Kevin Godley
Kevin Michael Godley (Prestwich, Lancashire, 7 oktober 1945) is een Engelse muzikant en muziekvideoregisseur en een van de oorspronkelijke leden van de artrockband 10cc.
Op de kunstacademie ontmoette hij Lol Creme. Ze werden samen lid van verschillende bands, waaronder Hotlegs en 10cc. In 1976 gingen ze zelfstandig verder; onder de naam Godley & Creme maakten ze een aantal albums en regisseerden ze muziekvideo's voor henzelf en voor andere artiesten. Ze werden samen genomineerd voor een Grammy Award for Best Long Form Music Video voor The Police: Synchronicity Concert in 1986.
In 1988 verbrak Godley de samenwerking met Creme; hij bleef clips regisseren en formeerde in 2006 GG06 met Graham Gouldman, tegenwoordig het enige oorspronkelijke 10cc-lid.
- Bibliothèque nationale de France: cb140145217 (data)
- Gemeinsame Normdatei: 134386574
- International Standard Name Identifier: 0000 0000 6311 3564
- Library of Congress Control Number: n92018417
- MusicBrainz: bda14dd0-45a5-47be-8556-cec118ff7a49
- Nationale Bibliotheek van Israël: 987007398528605171
- Nederlandse Thesaurus van Auteursnamen: 097832227
- Union List of Artist Names: 500473859
- Virtual International Authority File: 76512737
- WorldCat: E39PBJmXHvd6bvFPfghBr8qmh3

Graham Gouldman · Eric Stewart · Kevin Godley · Lol Creme

Paul Burgess · Rick Fenn · Stuart Tosh · Duncan Mackay · Tony O'Malley